# Quercus diversiloba
Quercus diversiloba là một loài thực vật có hoa trong họ Cử. Loài này được Tharp ex A.Camus miêu tả khoa học đầu tiên năm 1952.